# Pro Pilot '99
Pro Pilot '99 est un jeu vidéo de simulation de vol développé par Dynamix et publié par Sierra On-Line en 1998 sur PC. Le jeu fait suite à Sierra Pro Pilot, publié un an plus tôt. Initialement présenté comme un concurrent sérieux à Flight Simulator, ce dernier se révèle décevant, ce qui oblige Dynamix à le retravailler en profondeur. Il bénéficie ainsi d’une refonte de son moteur graphique. Il couvre de plus une plus grande zone, incluant le Canada et l’Europe de l’Ouest en plus des Etats-Unis, déjà représentés dans le premier volet,.

## Accueil
| Pro Pilot '99         |      |       |
| Média                 | Pays | Notes |
| Computer Gaming World | US   | 3.5/5 |
| Gen4                  | FR   | 3/5   |
| Joystick              | FR   | 73 %  |
| PC Jeux               | FR   | 49 %  |